# Parabola dei talenti

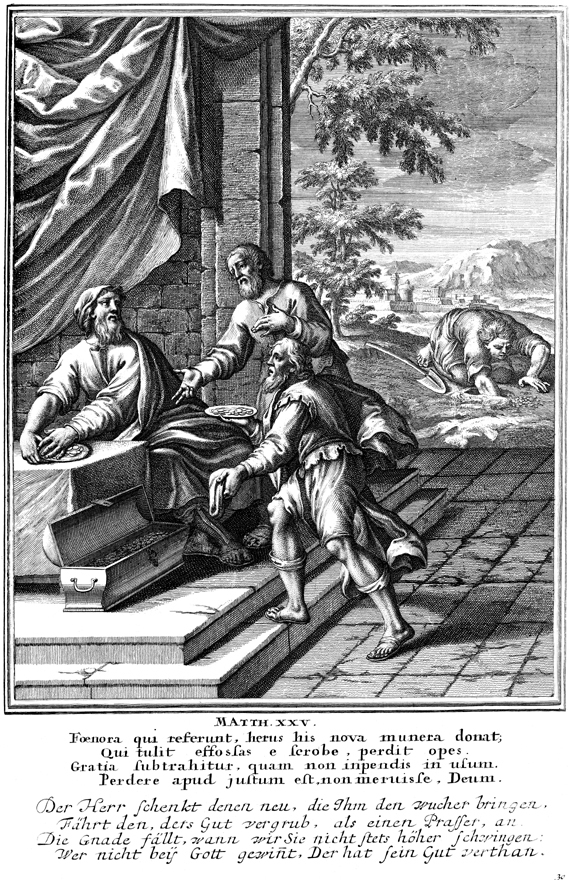
Illustrazione della parabola dei talenti, da una xilografia del 1712. Due servi presentano i loro talenti mentre l'altro scava per dissotterrare il proprio.

La parabola dei talenti è una parabola di Gesù narrata nel Vangelo secondo Matteo 25,14-30.; una parabola simile, detta parabola delle mine, si trova nel Vangelo secondo Luca 19,12-27..

## Parabola dei talenti
La parabola parla di un signore che parte per un viaggio e affida i suoi beni ai suoi servi. A un servo affida cinque talenti, a un secondo due talenti e a un terzo un talento. I primi due, sfruttando la somma ricevuta, riescono a raddoppiarne l'importo; il terzo invece va a nascondere il talento ricevuto e lo sotterra. Quando il padrone ritorna apprezza l'operato dei primi due servi e condanna, invece, il comportamento dell'ultimo facendogli togliere il talento ricevuto.

## Parabola delle mine
In questa parabola il padrone è un principe che deve partire per ricevere l'incoronazione e affida ai suoi servi importi uguali. Un'altra differenza è che la mina aveva un valore molto più piccolo del talento.